# استان پالرمو
استان پالرمو (ایتالیایی: Provincia di Palermo؛سیسیلی:Pruvincia di Palermu) استانی در جزیرهٔ سیسیل واقع در جنوب ایتالیا می‌باشد. پایتخت این استان شهر پالرمو است. استان پالرمو ۸۲ شهرستان، ۱٬۲۴۹٬۵۳۳ نفر جمعیت (معادل ۲۴٫۹٪ از جمعیت سیسیل) دارد و مساحت آن ۴٬۹۹۲ کیلومتر مربع (۱۹٫۴٪ از مساحت سیسیل) است.